# 八卦山大仏
八卦山大仏（はっけさんだいぶつ）は、台湾彰化県彰化市の八卦山にある仏像（釈迦牟尼仏像）である。彰化大仏ともいう。

## 概要
1956年に着工、1961年5月に完成した。奈良と鎌倉の大仏を模して造られた釈迦牟尼仏の坐像で、全高約24メートル（像高20メートル、台座4メートル）、鉄筋コンクリート造である。